# Viktor Fёdorovič Sokolov
Viktor Fёdorovič Sokolov (Mosca, 21 novembre 1928 – San Pietroburgo, 7 agosto 2015) è stato un regista sovietico.

## Filmografia parziale

### Regista
- Do buduščej vesny (1960)
- Kogda razvodjat mosty (1962)
- Druz'ja i gody (1965)
- Den' solnca i doždja (1967)
- Goluboj lёd (1969)
- Zdes' naš dom (1973)
- Dožit' do rassveta (1975)